# Pedaso
Pedaso är en ort och kommun i provinsen Fermo i regionen Marche i Italien. Kommunen hade 2 854 invånare (2018).